# Gösta Lundqvist (musiker)
Gösta Ninian Lundqvist, född 18 februari 1908 i Skänninge, Östergötland, död 5 oktober 2001 i Täby, var en svensk violoncellist och konsertmästare. 
Lundqvist, som var son till kakelugnsmakare Axel Lundqvist och Hulda Alexandersson, studerade i Berlin och Köpenhamn. Han debuterade i Stockholm 1932, var solocellist i Nordvästra Skånes orkesterförening 1934–1941, vid Kungliga Hovkapellet från 1941 och konsertmästare där från 1957. Han var solist i flera orkesterföreningar samt i Tyskland, Schweiz, Danmark och Norge.